# Amaxia consistens
Amaxia consistens là một loài bướm đêm thuộc phân họ Arctiinae, họ Erebidae.